# Dancourt
Dancourt ist eine französische Gemeinde mit 234 Einwohnern (Stand: 1. Januar 2022) im Département Seine-Maritime in der Region Normandie. Sie gehört zum Arrondissement Dieppe und zum Kanton  Eu. 

## Geographie
Dancourt liegt etwa 48 Kilometer ostsüdöstlich von Dieppe am Yères. Umgeben wird Dancourt von den Nachbargemeinden Guerville im Norden, Monchaux-Soreng im Nordosten, Rieux im Osten und Nordosten, Saint-Riquier-en-Rivière im Süden und Osten, Preuseville im Westen und Südwesten sowie Grandcourt im Westen und Nordwesten.

## Bevölkerungsentwicklung
| Jahr                      | 1962 | 1968 | 1975 | 1982 | 1990 | 1999 | 2006 | 2013 |
| Einwohner                 | 330  | 307  | 276  | 307  | 266  | 264  | 238  | 229  |
| Quelle: Cassini und INSEE |      |      |      |      |      |      |      |      |

## Sehenswürdigkeiten
- Kirche Saint-Christophe